# Thomas Jefferson Howell
Thomas Jefferson Howell ( 1842 - 1912 ) botánico y micólogo pionero y autodidacta estadounidense. Nace en Misuri en 1842, el benjamín de cinco hijos de Benjamin y de Elizabeth. A sus ocho años, su familia se sube a un tren de carga y se van a Oregón, viviendo en Sauvie Island (oeste de Portland).
Thomas solo tomó educación formal durante tres meses en una escuela; todo lo demás lo obtuvo como autodidacta. Y tempranamente, se interesó en aprender los nombres de las flores que crecían en su vecindario. Al madurar, su interés en botánica creció y comenzó a recolectar y a describir plantas. En 1877 publica un "Catálogo de la Flora de Oregón, Washington e Idaho", de 22 pp.
Además de trabajar en la granja de Sauvie Island con sus hermanos, Howell comienza a viajar ampliamente a través del Noroeste recolectando plantas que prepara y vende como fuente de dinero. Hace publicidad de sus especímenes vía listas que envía a posibles compradores, variando precios de cuatro a diez centavos por lámina. Debido a la falta de referencias accesibles para identificación, se ve obligado a enviar especímenes a botánicos como Asa Gray, George Vasey, Liberty Hyde Bailey, Sereno Watson.
Su libreta de anotaciones de campo no sobrevivió, pero sus especímenes revelan muchas de sus localidades: río Columbia, monte Hood, valle John Day, monte Steens, valle Harney, sudoeste de Oregón, Tillamook, The Dalles, monte Adams, noroeste de California, condado Wasco, sudeste de Alaska. En su carrera Howell hace dos descubrimientos significativos:
- una planta acuática recolectada juntamente con su hermano Joseph en Sauvie Island y la describe en 1879 como Howellia aquatilis por Asa Gray quien dedica el nuevo género a sus “descubridores quienes son asiduos colectores y agudos observadores y quienes mucho incrementaron el conocimiento de la botánica de Oregon.”
- en 1884 al recoger una nueva especie de pino en Happy Camp, California. Al año siguiente el árbol es descripto por Sereno Watson, pero no fue nombrado Picea howelliana sino P. breweriana, por William Brewer, coautor con Watson de Botany of California. Irónicamente, veinte años antes, Brewer había visitado Happy Camp donde la encuentra, pero no la reconoce como nueva, siendo ese pino más tarde nombrado por Howell, su verdadero descubridor.

Howell fue el primer botánico occidental en reconocer la importancia de los factores edáficos en la distribución vegetal. Al escribir a Willis L. Jepson en 1895 al describir el hábitat de Darlingtonia californica: “la formación geológica es una manera peculiar de serpentina y mucho de la parte baja montañosa está bien suministrada en primavera donde corre agua.” Howell encuentra tempranamente la significación de la geología en la distribución vegetal en "Popular Science Monthly" en 1883 siendo pionero en la idea de que las formas de paisaje hacen a la distribución sobre los hábitats de plantas.
Su obra más trascendente Flora of Northwest America. Por años reunió información para un compendio de la flora de la región, comenzando en 1882. Los impresores de Portland aparentemente fueron incapaces de entender su terminología técnica y su frecuente ilegible escritura, por lo tanto Howell por sí mismo tipeó los originales. Su escasa educación formal se reflejaba en inconsistencias especialmente en la gramática del inglés común. El botánico de Portland Martin W. Gorman corrigió las pruebas, pero dejó numerosos errores. En marzo de 1897, sale el primer fascículo, consistente en 112 pp. y a un precio de 50 centavos.
Jepson revisó este fascículo notando que la obra era “ciclopédica” y que “no hay otros botánicos entendedores de plantas de esos estados.” A pesar de esta frase, no logró mejorar las finanzas de Howell. Se casa a los 50 y se dedica el resto de su vida a mantener a su esposa y sus dos hijos. En Sauvie Island trabaja de cartero, y varias veces es viajante de comercio.
En 1903 Howell dona su colección personal de aproximadamente 10 000 especímenes al nuevo herbario de la Universidad de Oregón; en pago recibió $500 por el curado de las hojas.
Los subsecuentes fascículos de la Flora aparece a intervalos irregulares, con el séptimo y último publicó en agosto de 1903, nueve años antes de su deceso. Un mil copias se imprimen. La Flora consiste de 792 pp. y describe 3150 especies de las cuales 89 eran nuevas descriptas por Howell.

## Honores

### Epónimos
- (Campanulaceae) Howellia A.Gray[1]

- La abreviatura «Howell» se emplea para indicar a Thomas Jefferson Howell como autoridad en la descripción y clasificación científica de los vegetales.[2]

## Fuente
- Harry Baker Humphrey. 1961. Makers of North American Botany